# Egill Skallagrímsson

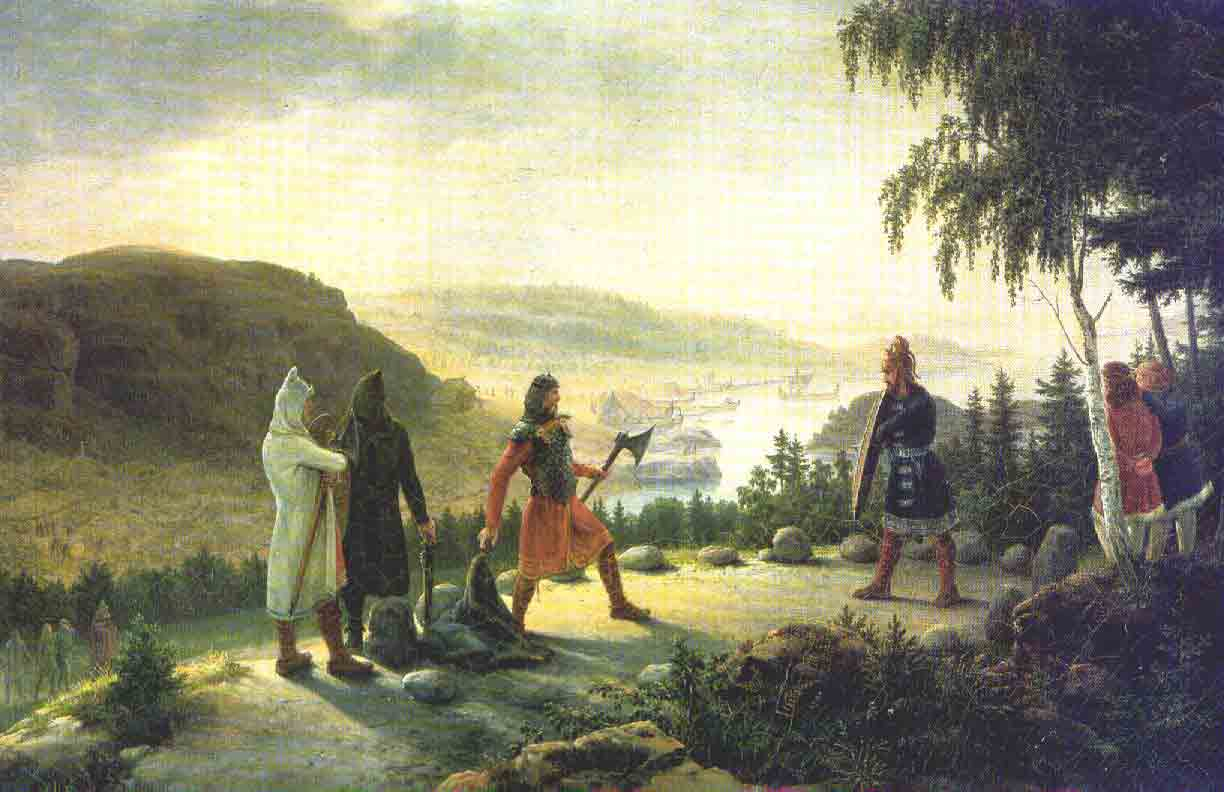
Johannes Flintoe: Egill Skallagrímsson začíná holmgang s Bergem-Önundrem

Egill Skallagrímsson (asi 904 – asi 995) byl islandský básník a válečník vikingské éry. O jeho životě pojednává tzv. Egilova sága, zřejmě ze 13. století.

## Život
Narodil se na Islandu a měl sámský původ. První báseň měl napsat již ve věku tří let. Patřil k berserkům (zběsile agresivním vikingským bojovníkům) a měl zvláštní tvar lebky, takže se spekuluje, že možná trpěl Pagetovou kostní chorobou, která krom deformací kostí někdy vede i k šílenství. Je mu připisováno sedm básní (Aðalsteinsdrápa, Höfuðlausn, Sonatorrek, Arinbjarnarkviða, Skjaldardrápa, Berudrápa, Lausavísur) a několik fragmentů. Byl též znalcem run.

## Dílo
Egillu Skallagrímssonovi jsou připisovány následující básně: Aðalsteinsdrápa, Höfuðlausn (touto si Egill vykoupil svobodu od krále Erika Krvavé Sekery, který jej v Anglii odsoudil k smrti), Sonatorrek, Arinbjarnarkviða, Skjaldardrápa, Berudrápa, Lausavísur a Fragmenty.